# In Harmonia Universali
In Harmonia Universali es el cuarto álbum de estudio del grupo noruego de black metal Solefald, publicado en marzo de 2003 bajo el sello de Century Media (último disco que grabaron con esta discográfica). Incluye letras en cuatro idiomas: inglés, francés, noruego y alemán.
Es uno de los discos más oscuros y ambiciosos del grupo, incluyendo numerosos recursos de otros estilos como la guitarra sin distorsión, la voz limpia y el uso de instrumentos y atmósferas de orquesta al estilo del black metal sinfónico y progresivo. El letrista del grupo, Cornelius, explicó que no es una coincidencia que algunas de las letras tengan trasfondo satánico, ya que él cree que parte del black metal es el uso retórico de la figura de Satanás.

## Canciones
1. "Nutrisco et exinguo" - 7:11
2. "Mont Blanc providence crow" - 5:16
3. "Christiana (Edvard Munch commemoration)" - 8:20
4. "Epictetus & Irreversibility" - 5:58
5. "Dionysify this night of Spring" - 8:12
6. "Red Music Diabolos" (instrumental) - 4:34
7. "Buy my sperm" - 4:35
8. "Fraternité de la grande Lumiére" - 5:12
9. "The liberation of Destiny" - 6:28
10. "Sonnenuntergang Im Weltraum" - 4:32

- Datos: Q11683058